# Stade Jules-Ladoumègue (Vitrolles)
Stade Jules-Ladoumègue – wielofunkcyjny stadion w Vitrolles niedaleko Marsylii, we Francji. Obiekt może pomieścić 1500 widzów. Swoje spotkania rozgrywają na nim piłkarze klubu ES Vitrolles. 17 stycznia 1996 roku na stadionie rozegrano mecz towarzyski piłkarskich reprezentacji Maroka i Armenii (6:0). Na obiekcie odbywały się również spotkania reprezentacji młodzieżowych. Stadion nosi imię Jules'a Ladoumègue'a.